# Prokop von Krakau
Prokop († 1295 in Krakau) war ab 1292 Bischof von Krakau. Es wird angenommen, dass er mit den Seniorherzögen Bolesław dem Schamhaften und Leszek dem Schwarzen verwandt war, womit er möglicherweise der Dynastie der Piasten entstammte.

## Leben
Prokop war Kanzler von Bolesław dem Schamhaften und Leszek dem Schwarzen. Er ist ab 1270 in den Quellen greifbar. In den Jahren 1276–1283 war er Verwalter des Erzbistums Gnesen. 1292 wurde er Bischof von Krakau. 1294 legte er in Prag den Lehnseid gegenüber Wenzel von Böhmen, dem König von Böhmen und späteren König von Polen, ab. Kurz darauf geriet er jedoch in Konflikt mit Wenzel und wurde noch 1294 abgesetzt. An seiner Stelle wurde der Wenzel-treue Johann Muskata im Juli des gleichen Jahres Bischof von Krakau. Prokop verstarb im Folgejahr und wurde in der Wawel-Kathedrale beigesetzt.